# Glicolisi
La glicolìsi è un processo metabolico attraverso il quale, in condizioni di anaerobiosi non stretta, una molecola di glucosio viene scissa in due molecole di piruvato al fine di generare molecole a più alta energia, come 2 molecole di ATP e 2 molecole di NADH per ogni molecola di glucosio utilizzata. Il termine deriva dal greco antico, γλυκύς (glykýs), che significa «dolce», e λύσις (lýsis), che significa «scissione».
La glicolisi o via di Embden-Meyerhof-Parnas è il mezzo per ottenere energia più sfruttato in natura, soprattutto grazie alla sua anaerobioticità, sebbene non sia il più efficiente. Probabilmente esso si sviluppò con i primi procarioti circa 3,5 miliardi di anni fa.
In una prima fase del processo, composta da cinque passaggi, viene consumata energia (fase di consumo energetico) per ottenere dal glucosio molecole di un derivato del glucosio a più alta energia (gliceraldeide-3-fosfato), che verranno poi trasformate nella fase successiva, composta di altri cinque passaggi, in molecole nettamente meno energetiche di piruvato, con produzione di energia superiore a quella consumata nella prima fase.  Il processo nel suo insieme è quindi di tipo catabolico, cioè in cui molecole più complesse ed energetiche, vengono trasformate in altre più semplici e meno energetiche, con accumulo di energia.
Le reazioni che compongono la glicolisi, ciascuna catalizzata da uno specifico enzima, avvengono nel citoplasma delle cellule; solo in alcuni protozoi come i tripanosomi e leishmanie avvengono in un organulo apposito, chiamato glicosoma.
Con il termine 'glicolisi' ci si riferisce di solito alla via di Embden-Meyerhof-Parnas, dai nomi di Gustav Embden, Otto Meyerhof e Jakub Parnas, i tre biochimici che maggiormente contribuirono a chiarirne il meccanismo, ma ci si può riferire anche alla via di Entner-Doudoroff e a varie vie metaboliche eterofermentative e omofermentative.

## Scoperta della glicolisi

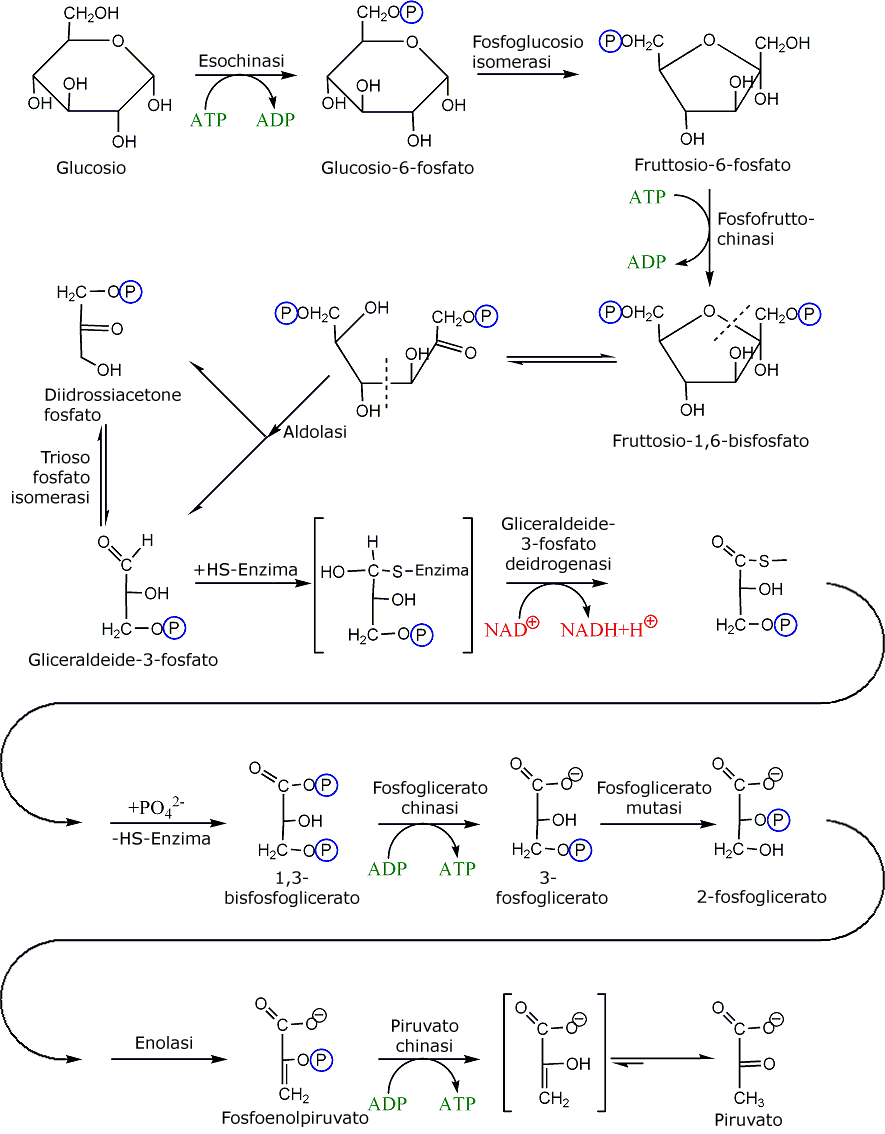
Il processo glicolitico visto nel suo insieme

L'individuazione della via di degradazione dei glucidi fu uno dei primi grandi temi affrontati nell'Ottocento dalla nascente biochimica. Si può dire che la disciplina si sia sviluppata di pari passo con la scoperta progressiva di dettagli sempre maggiori sulle fermentazioni, di cui la glicolisi è parte integrante.
I primi studi su questi processi iniziarono nell'anno 1860, quando Louis Pasteur individuò i microorganismi come responsabili delle fermentazioni. Nel 1897 Hans e Eduard Buchner scoprirono per puro caso che le fermentazioni possono avvenire anche solo in presenza di semplici estratti cellulari, smentendo il dogma ipotizzato da Pasteur, secondo cui i processi metabolici fossero possibili solo all'interno di una struttura vivente, come una cellula.
Nel 1905 Arthur Harden e William Young, andando più nel dettaglio, individuarono le due frazioni subcellulari necessarie per lo svolgimento di una fermentazione: una frazione termosensibile ad alto peso molecolare (quella contenente gli enzimi) ed una non termosensibile a basso peso molecolare (contenente ADP, ATP, NAD+ e altri cofattori).
Nei primi decenni del Novecento si studiarono intensamente gli estratti cellulari di muscoli e lieviti, responsabili delle fermentazioni lattica ed alcolica, che si scoprì successivamente condividere la maggior parte degli enzimi e dei metaboliti. Le difficoltà maggiori in questi studi erano essenzialmente legate alla breve emivita degli intermedi metabolici, che impediva di analizzare il processo in maniera stabile. Il pathway, in ogni caso, fu completamente caratterizzato nel 1940, attraverso i contributi vari di Gustav Embden, Otto Meyerhof, Jakub Parnas, Carl Neuberg, Otto Warburg, Gerty e Carl Cori.

## Aspetti generali
La reazione completa della glicolisi è la seguente:
C6H12O6 + 2 NAD+ + 2 ADP + 2 Pi → 2 NADH + 2 C3H4O3 + 2 ATP + 2 H2O + 2 H+.
In tutti gli organismi, che non prevedono ulteriori degradazioni del piruvato, il processo ha una resa energetica di due molecole di ATP per ogni molecola di glucosio (Glc) o per qualsiasi altro zucchero esoso degradabile da questa via metabolica. Il catabolismo glucidico degli organismi che svolgono comunemente le fermentazioni, come i lieviti, dunque, si ferma al piruvato (che solitamente viene convertito in altre forme senza che ciò comporti ulteriori guadagni energetici).
Per gli organismi superiori, come ad esempio i mammiferi, la glicolisi è invece solo il primo passaggio della degradazione degli zuccheri. Le due molecole di ATP da essa ottenute sono solo una piccola parte del totale delle molecole di ATP ottenibili a partire da una molecola di glucosio, che possono arrivare fino a 30/32. Le cellule in grado di svolgere i successivi pathway aerobici (come il ciclo di Krebs), dunque, sono in grado di processare il piruvato, ossidandolo fino ad ottenere anidride carbonica ed acqua (catena di trasporto degli elettroni). Anche in questi organismi, in ogni caso, la glicolisi può diventare l'unico pathway (quando vi è carenza d'ossigeno) senza che il piruvato sia ulteriormente ossidato. Ciò può avvenire in caso di sforzo intenso (soprattutto nei tessuti energeticamente più esigenti, come i muscoli): in questo caso, il piruvato viene convertito ad acido lattico per riconvertire il NADH a NAD+ e bilanciarne le concentrazioni cellulari.
La glicolisi può essere suddivisa in due fasi: la prima fase è detta fase di investimento, la seconda è la fase di rendimento.

### Fase di investimento
Nella fase di investimento, il glucosio viene fosforilato a glucosio-6-fosfato ed infine scisso in due molecole di gliceraldeide-3-fosfato; ciò avviene attraverso l'utilizzo di due molecole di ATP. I primi cinque passaggi della via metabolica, dunque, comportano un consumo netto di energia.
| Fase | Substrato                | Substrato | Enzima                   | Enzima | Classe dell'enzima | Descrizione |
| ---- | ------------------------ | --------- | ------------------------ | ------ | ------------------ | --- |
| 1    | Glucosio                 | Glc       | Esochinasi               | HK     | Transferasi        | Questa fase utilizza ATP per fosforilare il glucosio. Questa reazione presenta una ΔG molto bassa: per questo motivo, la reazione è irreversibile. Necessaria è la presenza di Mg2+ il quale rende possibile la reazione sequestrando in un complesso le cariche negative dei fosfati dell'ATP. |
| 2    | Glucosio-6-fosfato       | G6P       | Fosfoglucosio isomerasi  | PGI    | Isomerasi          | Il cambiamento di struttura è ottenuto attraverso una reazione redox, nella quale l'aldeide viene ridotta ad alcol ed il carbonio adiacente è ossidato a diventare un chetone. Sebbene la reazione non abbia una ΔG molto favorevole, è molto efficiente a causa delle basse concentrazioni di fruttosio-6-fosfato, metabolizzato molto velocemente nel passaggio seguente (questo fenomeno è comprensibile per la legge di azione di massa).                       |
| 3    | Fruttosio-6-fosfato      | F6P       | Fosfofruttochinasi       | PFK-1  | Transferasi        | In questo passaggio c'è nuovamente dispendio di energia attraverso un'altra molecola di ATP. Tale spesa può essere giustificata in due modi: il processo glicolitico da qui in poi è irreversibile e l'energia fornita al glucide lo destabilizza. La reazione è attivata da alti livelli di AMP e Pi (quindi richiesta energetica da parte della cellula) mentre è inibita da alte concentrazioni di ATP e di citrato. Anche qui è importante la presenza di Mg2+. |
| 4    | Fruttosio 1,6-bisfosfato | F1,6BP    | Aldolasi                 | ALDO   | Liasi              | La molecola, destabilizzata dalla precedente reazione, è passibile di scissione da parte dell'aldolasi in due molecole glucidiche da tre atomi di carbonio: diidrossiacetone fosfato e gliceraldeide 3-fosfato. |
| 5    | Diidrossiacetone fosfato | DHAP      | Trioso fosfato isomerasi | TPI    | Isomerasi          | La trioso fosfato isomerasi converte rapidamente il DHAP in gliceraldeide 3-fosfato. |

### Fase di rendimento
Nella seconda fase, quella di rendimento, le due molecole di gliceraldeide-3-fosfato vengono trasformate in due molecole di piruvato con conseguente produzione di quattro molecole di ATP e due di NADH (per riduzione del NAD+), le quali permettono di rigenerare anche il pool di molecole riducenti presenti nella cellula. Questa seconda fase, dunque, vede un recupero di energia, che porta l'intero pathway glicolitico ad un guadagno netto di energia.
| Fas | Substrato               | Substrato | Enzima                               | Enzima | Classe dell'enzima | Descrizione |
| --- | ----------------------- | --------- | ------------------------------------ | ------ | ------------------ | --- |
| 6   | Gliceraldeide 3-fosfato | GADP      | Gliceraldeide 3-fosfato deidrogenasi | GAP    | Ossidoreduttasi    | I triosi sono ossidati (attraverso il prelievo di un idrogeno) e addizionati di un fosfato inorganico. L'idrogeno viene utilizzato per ridurre due molecole di NAD+, che diventano NADH + H+. |
| 7   | 1,3-bisfosfoglicerato   | 1,3BPG    | Fosfoglicerato chinasi               | PGK    | Transferasi        | La reazione media la conversione di ADP ad ATP, attraverso il trasferimento enzimatico di un gruppo fosfato presente sul glucide. È un esempio di fosforilazione a livello del substrato.     |
| 8   | 3-fosfoglicerato        | 3PG       | Fosfoglicerato mutasi                | PGAM   | Isomerasi          | La reazione media lo spostamento del gruppo fosfato dalla posizione 3 alla posizione 2 per disporre lo stesso in posizione più favorevole.                                                    |
| 9   | 2-fosfoglicerato        | 2PG       | Enolasi                              | ENO    | Liasi              | Una molecola di H2O viene rimossa dalla posizione 2 per concentrare ulteriore energia chimica in prossimità del gruppo fosfato.                                                               |
| 10  | Fosfoenolpiruvato       | PEP       | Piruvato chinasi                     | PK     | Transferasi        | Si tratta di un altro esempio di fosforilazione a livello del substrato, che converte una molecola di ADP in una di ATP, formando piruvato (Pyr).                                             |

### Risultato netto della glicolisi
La produzione finale del piruvato è necessaria per il ciclo di Krebs (detto anche ciclo degli acidi tricarbossilici o dell'Acido Citrico), dove vengono prodotti i coenzimi ridotti (NAD ridotto e FAD ridotto) che, riossidandosi nella catena respiratoria, produrranno molecole di ATP.
Il guadagno complessivo della glicolisi risulta essere, pertanto, di due molecole di ATP e due di NADH, come indica la già citata reazione complessiva:
Glucosio + 2 NAD+ + 2 ADP + 2 Pi → 2 NADH + 2 piruvato + 2 ATP + 2 H2O + 2 H+
tale via metabolica si verifica incessantemente nel citosol, pertanto si richiede nel citosol continua disponibilità di glucosio, ADP, Pi e NAD; di glucosio c'è continua disponibilità (via GLUT o dalla glicogenolisi o dalla gluconeogenesi) così pure di ADP e Pi (da varie vie anaboliche) non c'è invece disponibilità di NAD che deve perciò essere rigenerato dall'ossidazione del NADH, che può avvenire grazie al metabolismo mitocondriale (si parla in quel caso di glicolisi aerobica) o tramite la riduzione del piruvato a lattato (trattasi in quel caso di glicolisi anaerobica).

## Tappe della glicolisi

### Prima parte (Fase di investimento)
La prima parte della glicolisi consiste anzitutto nella conversione del glucosio in glucosio-6-fosfato, tramite l'aggiunta di un gruppo fosfato al carbonio 6, per impedire alla molecola di uscire dalla cellula. A questo punto il Glucosio-6-fosfato viene trasformato in fruttosio 1,6-bisfosfato: tale conversione genera di fatto un intrappolamento della molecola glucidica nella cellula (il fosfato carica infatti la molecola, impedendole di attraversare la membrana cellulare). Il fruttosio 1,6-bisfosfato, oltre ad essere una molecola carica, è anche facilmente scindibile in due molecole più piccole da tre atomi di carbonio: queste due molecole saranno i substrati della seconda fase della via metabolica. I passaggi enzimatici della prima fase sono di seguito riportati.

#### Reazione 1: esochinasi

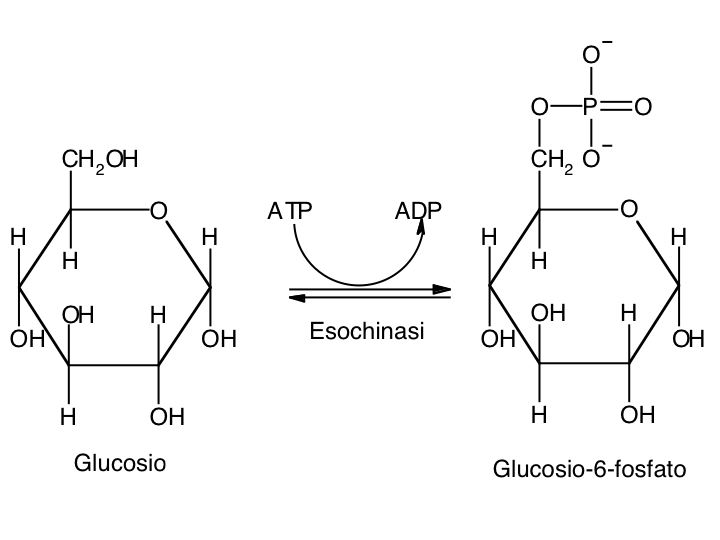
ΔG'°=-16,7 kJ/mole

Il glucosio intracellulare viene fosforilato per azione dell'enzima esochinasi e trasformato in glucosio-6-fosfato con consumo di una molecola di ATP. Questo passaggio è uno dei tre passaggi chiave dell'intero pathway, dal momento che la molecola di glucosio fosforilato, oltre a non poter più uscire dalla membrana cellulare, si destabilizza, diventando più prona a proseguire la via catabolica.
La esochinasi è un enzima la cui attività dipende dalla presenza di ioni magnesio (cofattore metallico). Uno ione magnesio bivalente è presente nel sito attivo dell'enzima ed agisce formando un complesso ternario esochinasi-ATP-Mg2+. Ma a differenza di altri enzimi specifici questo ha un'affinità anche per altri zuccheri, come il mannosio (la sua KM è di circa 10−6).
Il glucosio-6-fosfato intracellulare può avere differenti destini. Infatti, nel fegato e nei muscoli può prendere la via della glicogenosintesi per sintetizzare glicogeno, rispettivamente epatico e muscolare. Inoltre circa il 3% del glucosio intracellulare viene ossidato nella via dei pentoso-fosfati che è principalmente preposta alla sintesi del NADPH (NAD-fosfato-ridotto) ed alla sintesi del ribosio-5-fosfato. Il NADPH viene utilizzato dalla cellula per i propri processi biosintetici; il ribosio-5-fosfato viene utilizzato per la sintesi di tutti i nucleotidi.

#### Reazione 2: fosfoglucosio isomerasi

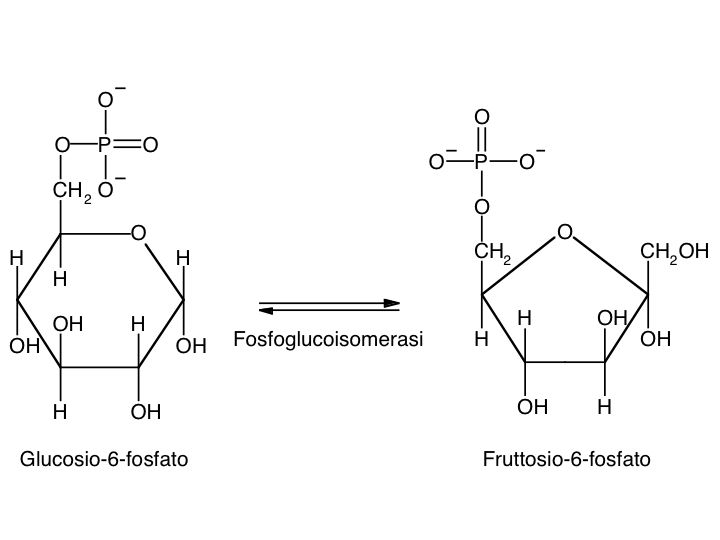
ΔG'°=+1,7 kJ/mole

Il passaggio successivo della glicolisi consiste nella isomerizzazione del glucosio-6-fosfato a fruttosio-6-fosfato. L'enzima fosfoglucosio isomerasi (o fosfoglucoisomerasi), anch'esso Mg-dipendente, catalizza questa reazione di conversione di un glucide aldoso in un chetoso.
Tale reazione, in realtà, richiede più passaggi intermedi di quanti si possano immaginare: l'enzima è infatti in grado di aprire la struttura ciclica del glucosio (anello a sei atomi di carbonio), isomerizzare la molecola e richiuderla nella struttura ciclica del fruttosio (anello a cinque termini).

#### Reazione 3: fosfofruttochinasi

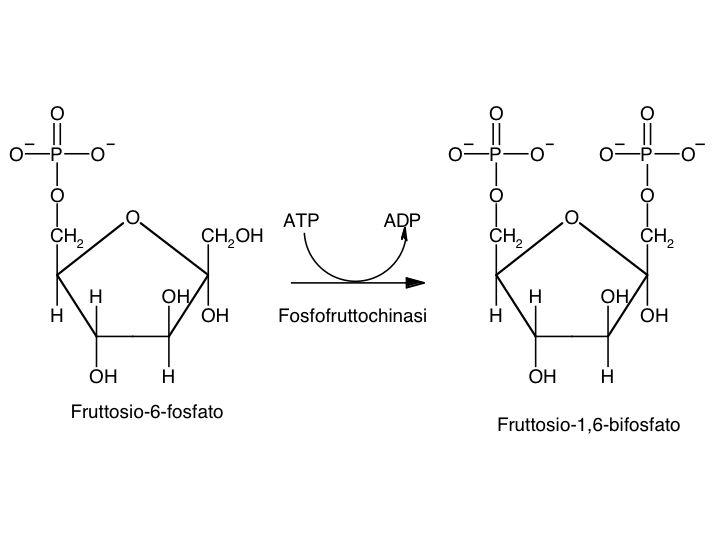
ΔG'°=-14,2 kJ/mole

In seguito all'isomerizzazione, il fruttosio 6-fosfato viene sottoposto ad un'altra fosforilazione. L'enzima fosfofruttochinasi1 catalizza tale reazione fino alla produzione di fruttosio-1,6-bisfosfato, trasferendo un fosfato dall'ATP alla posizione 1 della molecola di fruttosio.
Anche questa reazione, a causa dell'idrolisi di ATP, non è reversibile. La fosfofruttochinasi è un enzima allosterico, Mg2+ dipendente. Esso può essere inibito dall'ATP, dal citrato e dal suo prodotto, il fruttosio-1,6-bisfosfato. Viene invece attivato dall'ADP, dall'AMP e dal fruttosio-2,6-bisfosfato. Quest'ultima molecola viene ottenuta per fosforilazione del fruttosio-6-fosfato ad opera di un'altra fosfofruttochinasi, la fosfofruttochinasi 2.

Proprio a causa di questa finissima regolazione, anche la terza fase della glicolisi è uno dei tre passaggi chiave dell'intera via metabolica.

#### Reazione 4: aldolasi

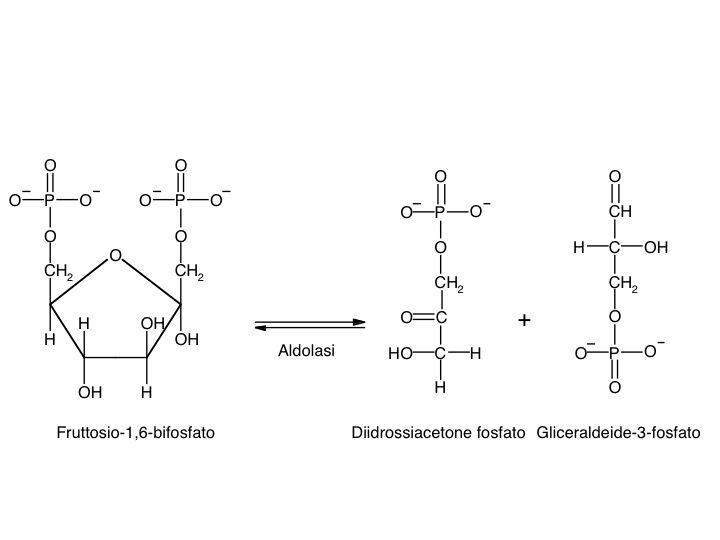
ΔG'°=+23,8 kJ/mole

Il fruttosio-1,6-bisfosfato prodotto dal precedente passaggio è, di fatto, la versione attivata vera e propria del glucosio, quindi la glicolisi può avviare la degradazione vera e propria, producendo due triosi aventi un fosfato ciascuno.
La quarta reazione della glicolisi, catalizzata dall'enzima, Mg2+ dipendente, aldolasi, consiste dunque nella scissione del fruttosio-1,6-bisfosfato in diidrossiacetone fosfato e gliceraldeide-3-fosfato.

#### Reazione 5: trioso fosfato isomerasi

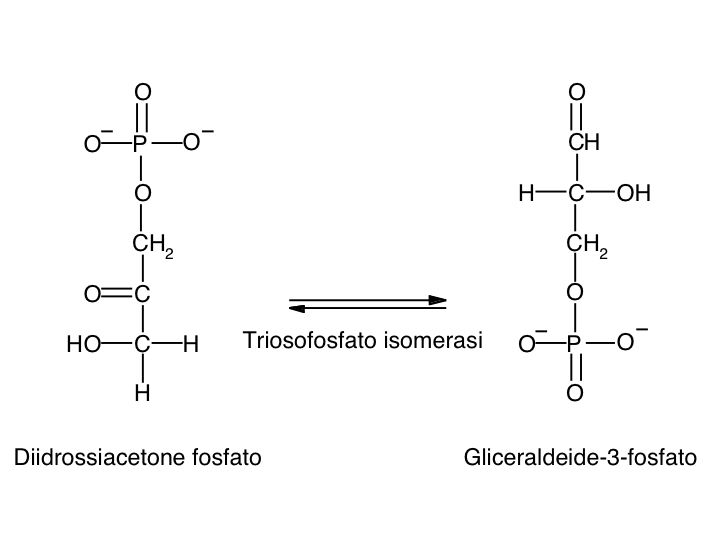
ΔG'°=+7,5 kJ/mole

L'aldolasi ha scisso l'esoso in due triosi diversi: dal momento che seguire due vie metaboliche differenti per entrambe le molecole ottenute sarebbe energeticamente molto dispendioso, l'evoluzione del pathway glicolitico ha selezionato un enzima in grado di rendere uniforme la successiva degradazione dei due triosi. La trioso fosfato isomerasi è infatti l'enzima deputato a convertire il diidrossiacetone fosfato in gliceraldeide-3-fosfato, il substrato unico del successivo passaggio.
L'enzima è infatti in grado di prelevare un H+ da un atomo di carbonio, spostandolo su un altro vicino: in questo modo il trioso passa dalla forma chetonica a quella aldeidica.
Il ΔG° di reazione, in realtà, è spostato verso la formazione di diidrossiacetone fosfato ma, per la legge di azione di massa, l'equilibrio della reazione è spostato verso destra, dal momento che la concentrazione cellulare di gliceraldeide-3-fosfato è molto bassa (le percentuali risultanti sono 96% di DHAP, 4% di G3P). La gliceraldeide-3-fosfato, infatti, viene velocemente metabolizzata dal passaggio successivo della via metabolica.

### Seconda parte (Fase di rendimento)
Le fasi precedenti della glicolisi hanno prodotto due molecole di gliceraldeide-3-fosfato, ma non hanno ancora ricavato alcun tipo di energia dal processo. Al contrario, fino ad ora sono state spese due molecole di ATP. Le reazioni della seconda fase permettono alla cellula di ricavare energia dalla degradazione della gliceraldeide-3-fosfato. 

#### Reazione 6: gliceraldeide-3-fosfato deidrogenasi

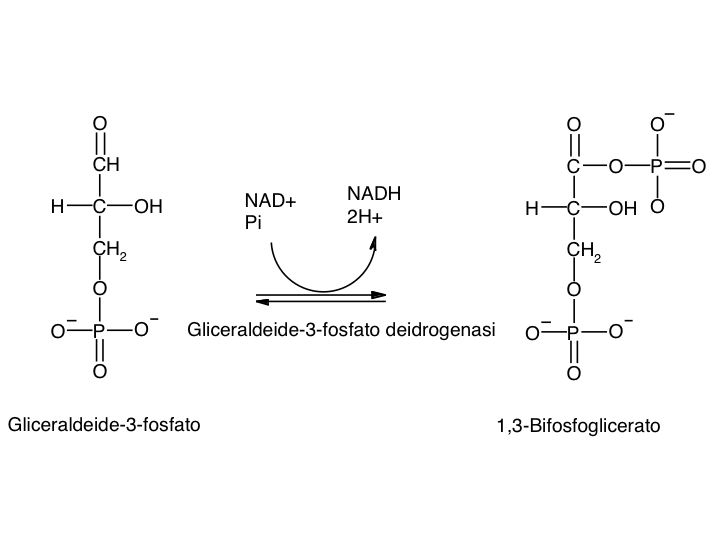
ΔG'°=+6,2 kJ/mole

La gliceraldeide-3-fosfato viene convertita in 1,3-bisfosfoglicerato dalla gliceraldeide-3-fosfato deidrogenasi.
Tale reazione consiste nella somma di due processi: l'ossidazione dell'aldeide ad acido carbossilico mediata dal coenzima NAD+ (che si riduce a NADH) e la fosforilazione, (cioè l'attacco di un gruppo fosfato) al gruppo carbossilico. La prima reazione è abbastanza favorita dal punto di vista termodinamico (ΔG° di circa -43 kJ/mole), mentre la seconda è sfavorita, essendo il suo ΔG° di segno opposto. Se queste due reazioni avvenissero in semplice sequenza, la seconda avrebbe una energia di attivazione talmente alta da renderla di fatto impossibile. Queste due reazioni, in realtà, vengono accoppiate attraverso l'enzima gliceraldeide-3-fosfato deidrogenasi, che rende dunque la fosforilazione effettivamente possibile.
Il potenziale di ossidazione viene conservato sotto forma di potenziale riducente presente sul NADH, il quale cederà i suoi elettroni alla catena respiratoria per la produzione di molecole di ATP. L'1,3-bifosfoglicerato è un composto ad altissima energia con un ΔG° di idrolisi di circa -49,3 kJ/mole.

#### Reazione 7: fosfoglicerato chinasi

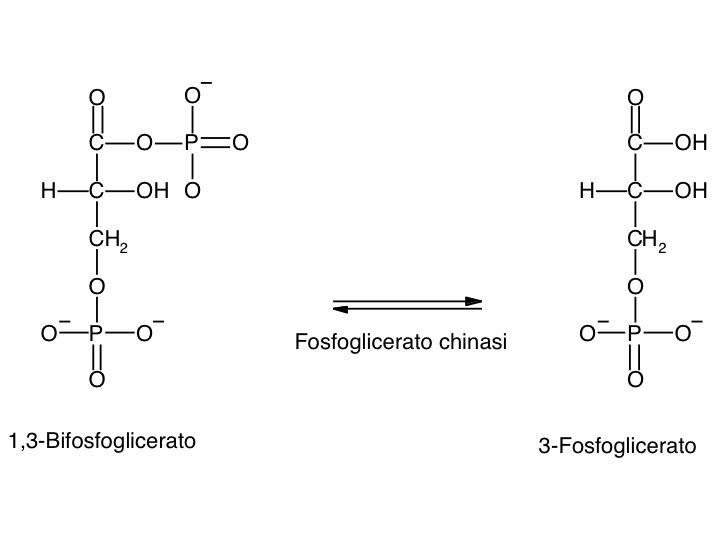
ΔG'°=-18,5 kJ/mole

La settima tappa della glicolisi consiste nell'inizio della vera e propria fase di recupero, che consiste nella produzione di ATP. Attraverso l'enzima, Mg2+ dipendente, fosfoglicerato chinasi, infatti, l'1,3-bisfosfoglicerato cede un gruppo fosfato ad un ADP, che così viene ricaricato ad ATP. Questo genere di produzione di ATP è definita fosforilazione a livello del substrato, dal momento che la molecola donatrice, l'1,3-bisfosfoglicerato, è un substrato ad alto potenziale di trasferimento di un gruppo fosfato.
Come avviene per la esochinasi, anche la fosforilazione di ADP deve avvenire lontano dall'ambiente acquoso. Per questo motivo la fosfoglicerato chinasi è dotata di una tasca in grado di riparare i substrati dall'ambiente esterno. 

#### Reazione 8: fosfoglicerato mutasi

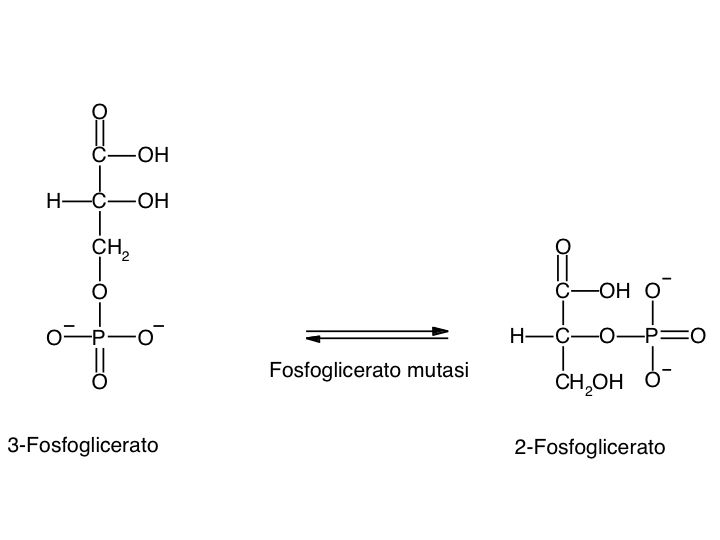
ΔG'°=+4,4 kJ/mole

Le ultime tre reazioni della glicolisi consistono nella conversione del 3-fosfoglicerato in piruvato, attraverso una concomitante conversione di un'altra molecola di ADP in ATP.
La prima reazione è un riarrangiamento. La posizione del gruppo fosfato viene cambiata dal carbonio in posizione 3 a quello in posizione 2, attraverso la catalisi della fosfoglicerato mutasi (come le altre mutasi, si tratta di un enzima coinvolto nel riarrangiamento interno delle molecole). La reazione, tuttavia, non consiste in un semplice spostamento.
L'enzima, infatti, lavora innanzitutto come una fosfatasi, rimuovendo il fosfato in posizione 3 da una molecola di 2,3-bisfosfoglicerato e generando il prodotto 2-fosfoglicerato. Tale fosfato rimane legato ad un residuo di istidina dell'enzima e viene successivamente attaccato alla molecola di 3-fosfoglicerato (il substrato della reazione), che così rigenera il 2,3-bisfosfoglicerato. L'enzima, dunque, necessita di una quantità di 2,3-bisfosfoglicerato perché il residuo di istidina, indispensabile per la reazione, sia sempre fosforilato.
L'enzima coinvolto è anch'esso magnesio-dipendente.

#### Reazione 9: enolasi

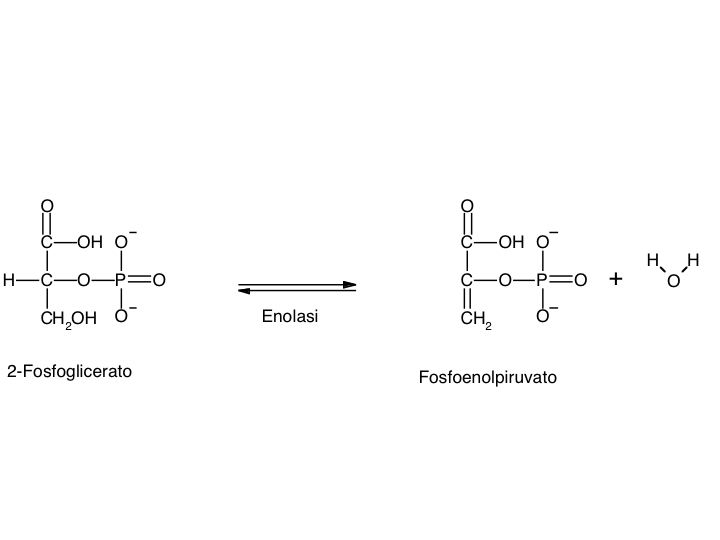
ΔG'°=+1,8 kJ/mole

La penultima reazione è essenzialmente una disidratazione del 2-fosfoglicerato che porta alla formazione di fosfoenolpiruvato, un composto ad alta energia, ed acqua. Questa disidratazione, catalizzata dall'enzima enolasi, innalza notevolmente il potenziale di trasferimento del gruppo fosfato. Se il ΔG°´ di idrolisi di un fosfato legato ad un alcol è infatti di circa - 13 kJ mol−1, quello del fosfoenolpiruvato raggiunge i - 62 kJ mol−1. Tale valore è dovuto alla forte instabilità della forma enolica della molecola, che cessa solo quando essa raggiunge una più stabile forma chetonica (ovvero il piruvato).
L'enolasi è una liasi la cui attività è stimolata da potassio e/o da magnesio

#### Reazione 10: piruvato chinasi

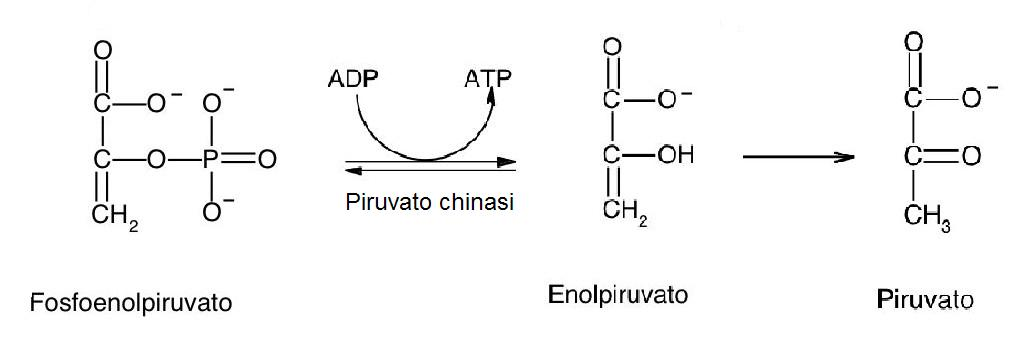
ΔG'°=-31,4 kJ/mole

Nell'ultima tappa il fosfoenolpiruvato, ad opera della piruvato chinasi, Mg2+ dipendente, viene anzitutto idrolizzato in enolpiruvato. Il gruppo fosfato viene ceduto ad un ADP per formare ATP. L'energia necessaria alla produzione di ATP proviene dalla conversione dell'enolpiruvato in piruvato, reazione fortemente esoergonica. La forma enolica del piruvato possiede infatti un potenziale energetico alto ma è molto instabile, quindi tramite una tautomeria cheto-enolica, con la dislocazione degli elettroni dall'atomo di ossigeno all'atomo di carbonio, viene trasformato in piruvato.
La piruvato chinasi è un enzima fortemente regolato: esso viene infatti inibito da acidi grassi, citrato e ATP, ovvero i suoi prodotti (feedback). Un tale controllo a valle garantisce che l'ATP venga prodotto solo in caso di effettivo bisogno. Esiste anche una regolazione a monte attuata dal fruttosio 1-6 bisfosfato, il quale annulla l'inibizione (regolazione feed-forward).
Il piruvato è il prodotto finale della glicolisi e, a seconda degli organismi e delle condizioni fisiologiche, può andare incontro a diversi destini, tra cui la sua trasformazione in acetil-CoA tramite la decarbossilazione ossidativa.

## Ingresso nelpathwaydi esosi alternativi al glucosio
Sebbene il glucosio sia il monosaccaride più utilizzato dalla glicolisi, anche altri zuccheri possono essere utilizzati dalla via metabolica. Si considerino, ad esempio, gli ingressi nella via glicolitica di altri due glucidi molto abbondanti negli alimenti: il fruttosio ed il galattosio.

### Ingresso del fruttosio
La maggior parte del fruttosio ingerito con la dieta è metabolizzato a livello epatico, attraverso il cosiddetto pathway del fruttosio-1-fosfato. L'enzima fruttochinasi, infatti, fosforila il fruttosio, producendo una molecola di fruttosio-1-fosfato. Tale molecola è successivamente convertita in una di diidrossiacetone fosfato, un intermedio della glicolisi, ed una di gliceraldeide, attraverso una specifica aldolasi (la fruttosio-1-fosfato aldolasi). La gliceraldeide viene ulteriormente fosforilata da una chinasi (la trioso chinasi) a diventare gliceraldeide-3-fosfato, che può entrare nel pathway glicolitico assieme al diidrossiacetone fosfato.
Un'altra via per l'ingresso del fruttosio può essere la sua fosforilazione a fruttosio-6-fosfato attraverso l'enzima esochinasi. In ogni caso, l'affinità del glucosio per l'enzima è 20 volte maggiore del fruttosio. Nel fegato viene prodotta una ridottissima quantità di fruttosio-6-fosfato, perché il glucosio che vi si trova è molto più abbondante del fruttosio. Allo stesso modo, il glucosio viene immediatamente intrappolato anche nei muscoli, sempre attraverso la esochinasi. Per questi motivi, tessuti meno metabolicamente attivi come il tessuto adiposo si trovano a metabolizzare maggiormente il fruttosio,  l'esoso a cui sono maggiormente esposti. La formazione di fruttosio-6-fosfato, non più inibito competitivamente dal glucosio, è così maggiormente favorita in questi tessuti.

### Ingresso del galattosio
Non esistono pathway in grado di metabolizzare il galattosio, così la strategia cellulare per la sua degradazione consiste nella sua conversione a glucosio. La molecola viene più precisamente convertita in glucosio-6-fosfato, attraverso i quattro passaggi del cosiddetto pathway di interconversione glucosio-galattosio.
- Nella prima reazione il galattosio viene convertito dall'enzima galattochinasi in galattosio-1-fosfato.[88]
- Il galattosio-1-fosfato viene legato ad una molecola di uridina, a partire da una molecola di UDP-glucosio (UDP-glucose), un intermedio della sintesi del glicogeno. I prodotti di questa reazione sono il glucosio-1-fosfato ed una molecola di UDP-galattosio. Tale reazione è catalizzata dalla galattosio-1-fosfato uridil transferasi.[88]
- Lo scheletro dell'UDP-galattosio è dunque epimerizzato a UDP-glucosio. La configurazione dell'ossidrile in posizione 4 viene invertita dall'enzima UDP-galattosio 4-epimerasi[88] (noto anche come galattowaldenasi o semplicemente waldenasi, dal nome del chimico Paul Walden).
- Infine, il glucosio-1-fosfato prodotto dal galattosio è isomerizzato a glucosio-6-fosfato dalla fosfoglucomutasi, altro enzima utilizzato nella sintesi del glicogeno.

Occorre notare che non viene consumata alcuna molecola di UDP-glucosio nella conversione del galattosio a glucosio: essa viene semplicemente rigenerata a partire dall'UDP-galattosio attraverso la epimerasi.

## Controllo della velocità di flusso
La velocità di flusso nel pathway glicolitico è in grado di adattarsi molto bene in risposta a stimoli provenienti dall'interno e dall'esterno della cellula. Essa è regolata per massimizzare la presenza di due metaboliti principali: l'ATP ed i mattoni fondamentali per le reazioni di biosintesi, come gli amminoacidi. Nella glicolisi, solo le reazioni catalizzate da esochinasi, fosfofruttochinasi e piruvato chinasi sono effettivamente irreversibili. Nelle comuni vie metaboliche, enzimi di questo tipo sono solitamente potenziali siti di controllo: in effetti, nella glicolisi il controllo del flusso è del tutto legato alla regolazione dell'attività di questi tre enzimi.
Esistono diversi modi per regolare l'attività di un enzima. Un meccanismo immediato di controllo è quello che avviene attraverso regolazione allosterica o attraverso modificazioni covalenti (come una fosforilazione). Una forma più lenta di controllo coinvolge invece direttamente l'espressione genica dei singoli enzimi del pathway.

### Controllo dell'esochinasi
La esochinasi è inibita da elevate concentrazioni di glucosio-6-fosfato, il prodotto da essa generato in seguito alla fosforilazione del glucosio. Tale inibizione è necessaria per prevenire l'accumulo di questo metabolita nella cellula nei casi in cui la velocità di flusso complessiva del pathway è bassa. Il glucosio entrato nella cellula, infatti, fintantoché non viene processato dalla esochinasi, è libero di diffondere nuovamente verso il circolo sanguigno (rendendosi disponibile eventualmente ad altri distretti dell'organismo), a differenza di quanto avviene per il glucosio-6-fosfato, carico e dunque impossibilitato a passare la membrana. Un suo eccessivo accumulo, inoltre, causerebbe un elevato rigonfiamento della cellula per osmosi.
Nelle cellule epatiche, il glucosio-6-fosfato in eccesso viene accumulato come glicogeno. In queste cellule, come già detto, non è presente la comune esochinasi, ma la glucochinasi. Essa non viene inibita dal G6P, dunque può continuare a produrlo liberamente, dal momento che l'eccesso viene indirizzato a diventare glicogeno. Questo meccanismo è fondamentale nei casi in cui la glicemia è alta (ad esempio al termine di un pasto), ma anche quando la glicemia è molto bassa (a digiuno), dal momento che il glicogeno può essere nuovamente convertito a glucosio-6-fosfato entrando nella via glicolitica oppure tornando a glucosio (attraverso l'enzima glucosio-6-fosfatasi), che viene re-immesso nel circolo sanguigno.

### Controllo della fosfofruttochinasi
La fosfofruttochinasi è probabilmente il più importante sito di controllo del pathway, dal momento che si trova immediatamente a valle del punto di ingresso nella via metabolica degli esosi alternativi al glucosio (come fruttosio e galattosio).
Alti livelli di ATP inibiscono la fosfofruttochinasi, riducendone l'affinità per il fruttosio-6-fosfato. Questo effetto viene raggiunto attraverso il legame dell'ATP a specifiche regioni di regolazione allosterica (distinte dai siti catalitici). L'AMP ha invece l'effetto opposto, attivando l'enzima. Per questo motivo, l'attività della fosfofruttochinasi è saldamente legata al bilancio cellulare di ATP/AMP, che può essere a buon ragione inteso come la riserva corrente di energia cellulare, a cui le vie energetiche come la glicolisi sono tenute ad adattarsi.
Dal momento che la glicolisi è anche una fonte di scheletri carboniosi per la biosintesi, un controllo a feedback negativo della glicolisi viene anche da molecole come il citrato: questa molecola, infatti, è in grado di aumentare l'effetto inibitorio esercitato dall'ATP sull'enzima. Il citrato, infatti, è un intermedio precoce del ciclo di Krebs: un alto livello di citrato, dunque, implica un'alta quantità cellulare di precursori biosintetici.
Anche i bassi livelli di pH inibiscono l'attività della fosfofruttochinasi, prevenendo così una eccessiva produzione di acido lattico, in grado di generare un crollo ulteriore del pH, condizione molto grave per l'organismo.
Il fruttosio 2,6-bisfosfato è infine un potente attivatore della fosfofruttochinasi (in particolare della fosfofruttochinasi-1). Tale molecola viene prodotta dalla fosforilazione del fruttosio-6-fosfato da parte della fosfofruttochinasi-2. Questo secondo enzima è inattivo qualora i livelli di cAMP siano alti, correlando così la via glicolitica al sistema ormonale. Sia il glucagone che l'adrenalina, infatti, generano alti livelli di cAMP e bassi di fruttosio 2,6-bisfosfato: ciò conduce nel fegato ad una elevata gluconeogenesi, in grado di rendere disponibile per l'organismo grandi quantità di glucosio.

### Controllo della piruvato chinasi
La piruvato chinasi è l'enzima che catalizza la terza reazione irreversibile della via metabolica, che produce ATP e piruvato, l'intermedio metabolico centrale per una successiva ossidazione o per numerosi pathway anabolici. Esistono tre isoforme dell'enzima nei mammiferi: il tipo L è predominante nel fegato, il tipo M nel muscolo e nel cervello e il tipo A negli altri tessuti.
Tutte le forme appena descritte, legano il fosfoenolpiruvato cooperativamente. Il fruttosio-1,6-bisfosfato, il prodotto della precedente reazione irreversibile, è in grado di attivare questi isoenzimi. L'ATP invece, come avviene anche per la fosfofruttochinasi, inibisce allostericamente entrambe le isoforme, riducendo la velocità della glicolisi. Anche l'alanina, prodotta in un solo passaggio a partire dal piruvato, inibisce allostericamente entrambe le isoforme (segnalando in questo caso l'abbondanza di amminoacidi per la sintesi proteica).
La regolazione delle due isoforme differisce invece a livello della loro suscettibilità alle modificazioni covalenti. Le proprietà catalitiche del tipo L possono essere modulate anche da una fosforilazione reversibile. Se c'è una bassa glicemia, infatti, il glucagone, i glucocorticoidi e le catecolamine sono in grado di innalzare i livelli cellulari di cAMP, inducendo la fosforilazione della piruvato chinasi. Questa fosforilazione, così come il controllo della fosfofruttochinasi legato al fruttosio-2,6-bisfosfato impedisce al fegato di consumare inutilmente glucosio, soprattutto se è necessario nei muscoli o nel cervello (nei quali infatti non si verifica alcuna inibizione della piruvato chinasi in caso di bassa glicemia).

## Aumento della glicolisi nei tumori
In condizioni anaerobiche, la glicolisi è l'unico meccanismo in grado di fornire rapidamente ATP (attraverso le fermentazioni tipiche dei batteri e dei lieviti anaerobici). In ogni caso, nell'uomo la glicolisi è accoppiata alla respirazione aerobica. In presenza di ossigeno, il mitocondrio internalizza il piruvato, ossidandolo ulteriormente ad ottenere CO2 e acqua. Per questo motivo, l'attività glicolitica nei mammiferi è minore di quella dei microrganismi anaerobici: il numero di molecole di ATP che possono essere ottenute dalla ossidazione completa del piruvato, infatti, è 18-19 volte maggiore di quello proveniente dalla sola glicolisi.
Le cellule tumorali possono presentare livelli di attività glicolitica fino a 200 volte superiori a quelli dei tessuti sani, anche in presenza di grandi concentrazioni di ossigeno. Ciò può essere spiegato attraverso un elevato consumo locale di ossigeno, che ne genera concretamente una carenza nelle cellule tumorali, con conseguente innalzamento dei livelli di glicolisi.
Questo fenomeno è stato descritto per la prima volta nel 1930 da Otto Warburg ed è quindi per questo motivo che è chiamato effetto Warburg.  L'interruttore glicolitico dell'effetto Warburg osservato nei tessuti maligni è attivato dal danno ossidativo mitocondriale e/o dall'attivazione di fattori di trascrizione redox-sensibili, che si traduce in un aumento della resistenza delle cellule agli ossidanti.
In ogni caso, ciò è stato spiegato anche dalla presenza in quantità maggiori di una particolare forma di esochinasi legata ai mitocondri, che genera un aumento dell'attività glicolitica senza che l'ossigeno sia necessariamente consumato; l'esochinasi e più in generale l'effetto Warburg potrebbe diventare un target per un'efficace terapia dei tumori.
Recentemente è stato visto che nei soggetti diabetici v'è un aumento dell'incidenza dei tumori per un incremento della produzione di chetoni, che insieme al lattato si comportano da combustibile per le cellule tumorali e le metastasi per un effetto Warbur inverso.
Il vantaggio biologico che le cellule tumorali acquisiscono con questo tipo di metabolismo non è del tutto chiaro, ma sembra che l'effetto Warburg serva in realtà tutte le cellule proliferanti come adattamento per agevolare la diffusione e l'incorporazione di sostanze nutritive nella biomassa (ad esempio, i nucleotidi, aminoacidi e lipidi) necessari per produrre una nuova cellula.
Questo effetto ha delle conseguenze molto rilevanti in alcune applicazioni biomediche. L'elevata glicolisi delle cellule tumorali, infatti, può essere utilizzato come fattore diagnostico di un tumore, come fattore per la valutazione di efficacia del trattamento, nonché per una esatta localizzazione della massa tumorale attraverso tecniche di imaging mediate da un radiotracciante per PET come il fluorodesossiglucosio (un substrato modificato della esochinasi).

## Malattie metaboliche
Nell'aciduria combinata malonica e metilmalonica (CMAMMA) dovuta alla carenza di ACSF3, la glicolisi è ridotta del -50%, che ha la sua causa nella ridotta lipolilazione degli enzimi mitocondriali, tra cui il complesso della piruvato deidrogenasi e il complesso della alfa-chetoglutarato deidrogenasi.